# Yapo Gare
Yapo-Gare est une localité rurale dans le Sud de la Côte d'Ivoire dans la région de l'Agnéby-Tiassa. La localité de Yapo-Gare est administrativement rattachée au département d'Agboville,,. 